# Society of Antiquaries of Scotland
La Society of Antiquaries of Scotland (en français, Société des antiquaires d'Écosse) est une société savante d'antiquaires, dont le siège est au musée national d'Écosse, Chambers Street, à Édimbourg en Écosse.

## Historique

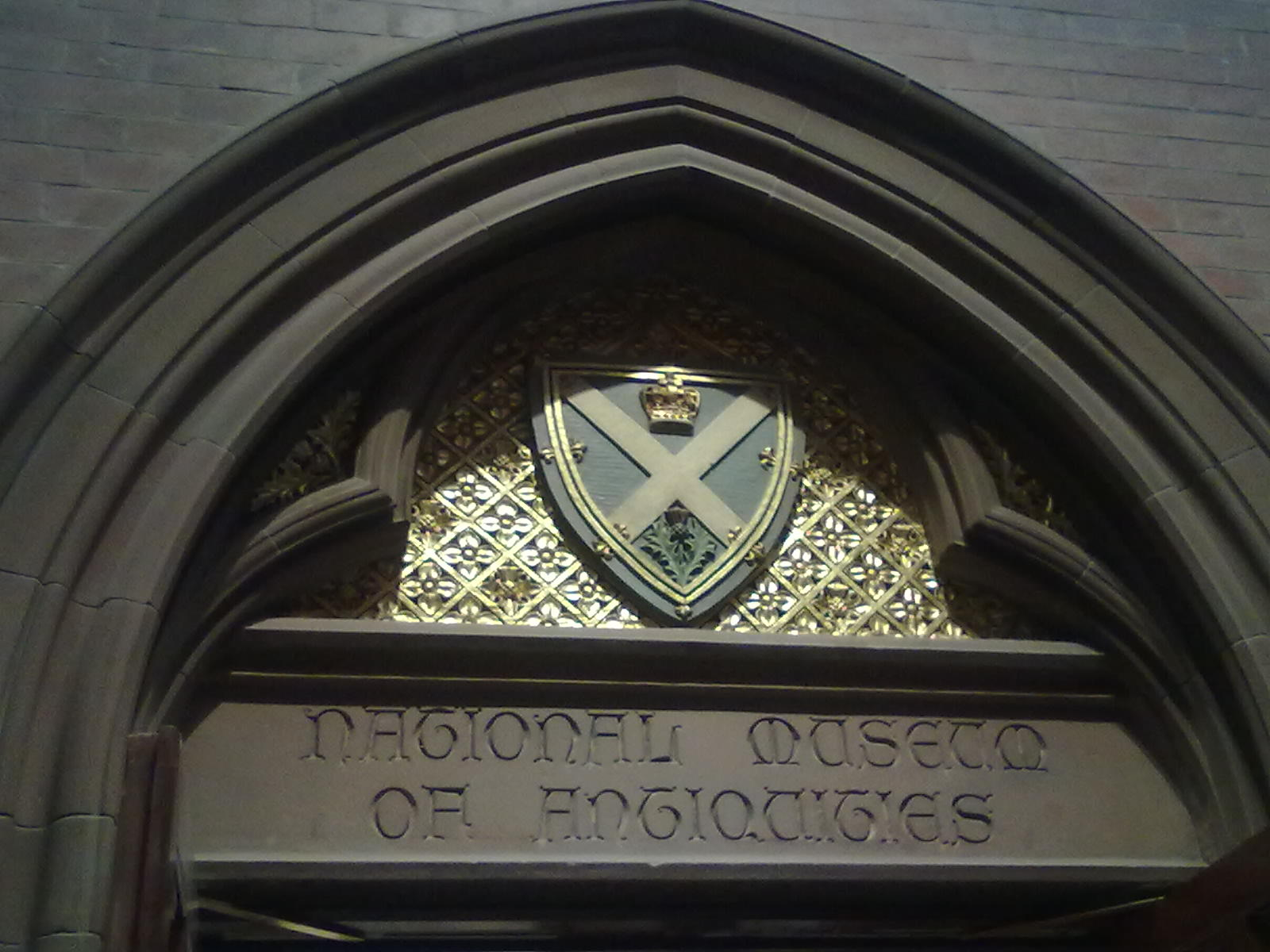
Armoiries de la Society of Antiquaries of Scotland.

La Society of Antiquaries of Scotland est la plus ancienne société d'antiquaires d'Écosse, et la deuxième plus ancienne du Royaume-Uni après la Society of Antiquaries of London. Fondée par David Erskine le 18 décembre 1780, elle élit comme premier président l'ancien premier ministre John Stuart. La société reçoit une charte royale en 1783, la même année que la Royal Society of Edinburgh, et dans leurs premières années, les deux sociétés partagent un local sur George Street et dans le bâtiment de la Royal Institution sur The Mound. La charte royale de 1783 indique que le but de la Société sont notamment « l'étude des Antiquités et de l'histoire de l’Écosse, plus particulièrement au moyen de la recherche archéologique »,. Une charte additionnelle est attribuée en 2019.
La Société possède une collection d'antiquités qu'elle cède, en novembre 1851, comme bien national écossais. En 1891, les antiquaires emménagent dans la Scottish National Portrait Gallery et au musée national d'Écosse, construits à cet effet sur Queen Street.
La Société compte environ 2 500 membres (FSAScot), en Écosse et dans le reste du monde, et un maximum de 25 membres d'honneur (HonFSAScot). L'admission à la Société se fait par élection et les candidats doivent être parrainés par des membres. Les élections ont lieu chaque année le jour de la Saint-André (30 novembre).

## Activités scientifiques et éditoriales
La Société mène des activités de soutien aux recherches et de diffusion des savoirs.

### Organisation de conférences
La Société organise des conférences mensuelles, généralement entre octobre et mai, et se tient généralement à la fois à Édimbourg et à Aberdeen, bien que certaines soient organisées conjointement avec d'autres sociétés ailleurs en Écosse.
Un legs d'Alexander Rhind finance depuis 1874 les conférences Rhind. Il s'agit d'une série de six conférences, souvent présentées par un seul conférencier pendant un week-end.

### Activités éditoriales

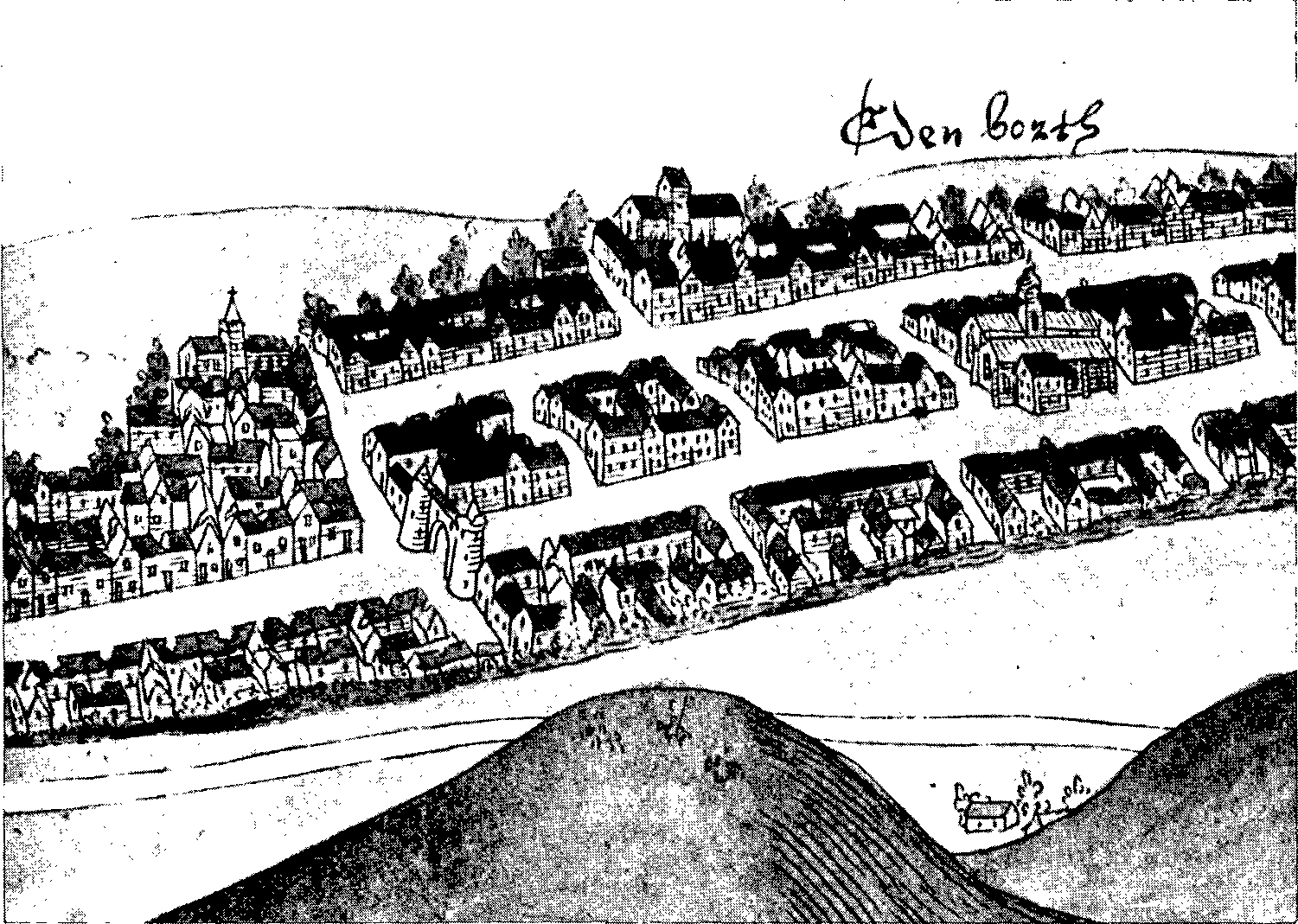
Croquis d'Édimbourg réalisé en 1544, montrant le port Netherbow entre High Street et Canongate (1933).

La Society of Antiquaries of Scotland a trois principales branches d'édition :
- Monographies sur des sujets d'histoire et d'archéologie d'Écosse.
- Proceedings of the Society of Antiquaries of Scotland, une revue annuelle à comité de lecture couvrant les dernières recherches archéologiques et historiques en Écosse.
- Scottish Archaeological Internet Reports (SAIR) librement accessible en ligne.

Il existe également un bulletin d'information régulier de la Société, et la Société publie des critiques de livres sur son site Web.

### Prix
La Société soutient la recherche sur le passé de l'Écosse, et octroie diverses subventions et prix pour aider différents types de travaux, enquêtes, fouilles ou encore travail d'archives, notamment :
- Le prix Robert B. K. Stevenson[10], décerné chaque année en reconnaissance de l'article publié dans les Proceedings sur le conservateur du musée national des antiquités d'Écosse, président de la Société entre 1975 et 1978.
- La médaille Dorothy Marshall[11], décernée tous les trois ans par le Conseil de la Société pour une contribution exceptionnelle, à titre bénévole, à des travaux archéologiques écossais ou connexes.
- La médaille Murray pour l'histoire[12], décernée tous les deux ans qui récompense des recherches originales publiées par la Société sur l'histoire de l'Écosse à l'époque médiévale et / ou au début des temps modernes (vers 500 après J.C. à 1700 après J.C.).
- Le prix Chalmers-Jervise[13], décerné tous les deux ans pour un article sur la préhistoire ou de l'archéologie de l'Écosse avant 1100 après J.C., publié par la Société.

## Personnalités de la Société

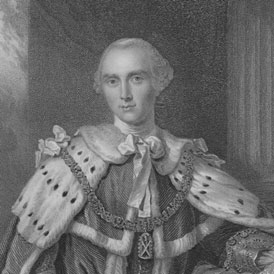
John Stuart, premier président de la Société en 1780.

### Présidents
Liste sur le site de la société
- John Stuart (1780-1792)
- James Graham (1792-1813)
- Lawrence Dundas (1813-1819)
- Francis Gray (1819-1923)
- Thomas Bruce (1823-1841)
- James Bruce (1841-1844)
- Walter Francis Montagu-Douglas-Scott (1844-1862)
- George Sutherland-Leveson-Gower (1872-1876)
- Schomberg Kerr (1876-1900)
- Herbert Maxwell (1900–1913)[15]
- John Abercromby (5e baron Abercromby) (1913-1918)
- Thomas Gibson-Carmichael, 1er baron Carmichael (1918-1923)
- John Stewart-Murray (1923-1933)
- George Macdonald (1933-1940)
- John Stirling-Maxwell (1940-1945)
- George Baillie-Hamilton (1945-1950)
- William Moir Calder (1950-1955)
- James Latham Clyde, Lord Clyde (1955-1960)
- James Frederick Gordon Thomson (1960-1965)
- James Scott-Elliot (1965-1967)
- Stuart Piggott (1967-1972)[16]
- Kenneth Steer (1972-1975)
- Robert Barron Kerr Stevenson (1975-1978)[17]
- Ronald Gordon Gant (1978-1981)[18]
- Stuart Maxwell (1981-1984)[19]
- Leslie Alcock (1984-1987)[20]
- David Breeze (1987-1990)
- Anna Ritchie (1990-1993)
- Gordon Stirling Maxwell (1993-1996)
- Michael Lynch (1996-1999)
- James Neil Graham Ritchie (1999-2002)[21]
- Lisbeth Thoms (2002-2005)[22]
- Roger James Mercer (2005-2008)[23]
- Barbara E. Crawford (2008-2011)[24]
- Alan Saville (2011-2014)[25]
- David Hepburn Caldwell (2014-2020)
- Ian Ralston (depuis 2020)[26]

### Autres membres
- Sylvia Benton (en)
- Henri Breuil
- Marion Campbell (en)
- Robert Chambers
- Vere Gordon Childe
- Ella Christie (en)
- David Erskine, fondateur
- Christian Maclagan
- Alexander Henry Rhind
- William Robertson
- Daniel Rutherford
- Walter Scott (1827 à 1829)
- James Young Simpson (1860 à 1870)
- William Forbes Skene
- William Smellie